# ジョン・マグナー
ジョン・マグナー（John Magnier、またはマグニア、1948年2月10日 - ）は、クールモアスタッドの経営者。事実上のクールモアの総帥で、クールモアの経営の全般を担っている。妻はスーザン・マグナー (Susan Magnier) 、義理の父（妻の父）はヴィンセント・オブライエン（元調教師）、義理の兄弟（妻の兄弟）はデイヴィッド・オブライエンである。

## 経歴
1850年代から牧場を経営するマグナー家に生まれたジョンは、1966年18歳のときに死去した父に代わり牧場を受け継ぐ。当初はおもに障害競走の種牡馬を生産していた。経営者として早くから才能を発揮し、彼の才能を見込んだ亡き父の親友の、調教師であるヴィンセント・オブライエンに、1975年に買い取ったクールモアスタッドのマネージャーに任命され、ロバート・サングスターやオブライエンとともにクールモアスタッドを開場。この時期から、平地種牡馬ビジネスに参入していく。ここからクールモアスタッドの快進撃が始まり、1982年にビーマイゲストでイギリス・アイルランドのリーディングサイアーを獲得し、アメリカ合衆国にアッシュフォードスタッド（Ashford Stud）、オーストラリアにクールモアオーストラリアを設立。その後、所有馬のサドラーズウェルズはヨーロッパの名種牡馬になるなど、現在ではイギリス、アイルランド競馬生産界の約4割のシェアを占めるまでになっている。

## おもな所有馬
馬の所有については、すべて妻のスーザン（Mrs.John Magnier〈ジョン・マグナー夫人〉）名義となっている。勝負服の登録服色は濃紺（第2服色は桃色、第3服色は灰色）。

## 共有所有馬

### マイケル・テイバーと共有
主な出典はRacing Postやetc

※Cはカップ、Sはステークス、Tはトロフィーの略。
- アントレプレナー / Entrepreneur（1997年英2000ギニー）
- ウェルチョーズン / Well Chosen（1998年アッシュランドS）
- キングオブキングス / King of Kings（1998年愛ナショナルS
- アマングメン / Among Men（1998年サセックスS）
- サンスパングルド / Sunspangled（1998年フィリーズマイル）
- ストラヴィンスキー / Stravinsky（1999年ジュライC、ナンソープS）
- ジャイアンツコーズウェイ /Giant's Causeway（1999年サラマンドル賞、2000年セントジェームズパレスS、エクリプスS、サセックスS、英国際S、愛チャンピオンS）
- ミナルディ / Minardi（フェニックスS）
- ガリレオ / Galileo（2001年英ダービー、、KGVI&QES）
- ブラックミナルーシュ / Black Minnaloushe（2001年愛2000ギニー、セントジェームズパレスS）
- モーツァルト / Mozart（2001年ジュライC、ナンソープS）
- ミラン / Milan（2001年英セントレジャーS）
- ヨハネスブルグ / Johannesburg（2001年フェニックスS、モルニ賞、ミドルパークS、BCジュヴェナイル
- ハイシャパラル /High Chaparral（2001年レーシングポストT、2002年英ダービー、愛ダービー、2003年愛チャンピオンS、2002年・2003年BCターフ連覇）
- ソフィスティキャット / Sophisticat（2002年コロネーションC）
- ホールドザットタイガー / Hold That Tiger（2002年仏グランクリテリウム）
- ランドシーア / Landseer（2002年仏2000ギニー、キーンランドターフマイルS）
- オラトリオ / Oratorio（2004年 ジャン・リュック・ラガルデール賞、2005年エクリプスS、愛チャンピオンS）
- フットステップスインザサンド / Footstepsinthesand（2005年英2000ギニー）
- ヴァージニアウォーターズ / Virginia Waters（2005年英1000ギニー）
- スコーピオン / Scorpion（2005年英セントレジャーS、2007年コロネーションC）
- ディラントーマス / Dylan Thomas（2006年愛ダービー、愛チャンピオンS、2007年ガネー賞、KGVI&QES、愛チャンピオンS、凱旋門賞）
- デュークオブマーマレード / Duke of Marmalade（2008年ガネー賞、タタソールズ金杯、プリンスオブウェールズS、KGVI&QES、英国際S）

### マイケル・テイバーとデリック・スミスと共有
※Cはカップ、Sはステークス、Tはトロフィーの略
- ジョージワシントン / George Washington（2006年英1000ギニー、QE2世S）
- アレクサンドローヴァ / Alexandrova（2006年英オークス、愛オークス、ヨークシャーオークス）
- ソルジャーオブフォーチュン / Soldier Of Fortune（2007年愛ダービー、2008年コロネーションC）
- リップヴァンウィンクル / Rip Van Winkle（2009年サセックスS、QE2世S、2010年英国際S）
- プールモア / Pour Moi（2011年英ダービー）
- ロート / Wrote（2011年BCジュヴェナイルターフ）
- キャメロット / Camelot（2012年英2000ギニー、英ダービー）
- ホームカミングクイーン / Homecoming Queen（2012年英1000ギニー）
- タービュレントディセント / Turbulent Descent（2012年バレリーナS）
- キングズバーンズ / Kingsbarns（2012年レーシングポストT）
- ジョージバンクーバー / George Vancouver（2012年BCジュヴェナイルターフ）
- ルーラーオブザワールド / Ruler of the World（2013年英ダービー）
- トゥゲザーフォーエヴァー / Together Forever（2014年フィリーズマイル)

### マイケル・テイバーとデリック・スミスとウェスタバーグと共有
- オーギュストロダン/Augusta Rodin（2022年フューチュリティトロフィー、2023年ダービーステークス、アイリッシュダービー、アイリッシュチャンピオンステークス、ブリーダーズカップ・ターフ、2024年プリンスオブウェールズステークス）
- オペラシンガー/Opera Singer（2023年マルセルブサック賞）
- メディテイト/Meditate（2023年ブリーダーズカップ・ジュヴェナイルフィリーズターフ）

### 個人所有馬
- ガリレオ / Galileo（2001年愛ダービー）
- パワーズコート / Powerscourt（2004年タタソールズゴールドカップ、2005年アーリントンミリオン）
- ソルジャーオブフォーチュン / Soldier Of Fortune（2007年アイリッシュダービー）

## その他
- マグナーのマスコミ嫌いは有名で「私はプレスと話すのは好きではない」というコメントを残している。ゆえにCoolmore Mafia（クールモア・マフィア）というニックネームを付けられている。
- かつてはマンチェスター・ユナイテッドの大株主としても知られていた。しかし、チームの監督で親友でもあったアレックス・ファーガソンに半分の権利を売ったロックオブジブラルタルの引退後の所有権をめぐり裁判寸前にまで発展し、これは和解（マグナーの馬であるが、ファーガソンは毎年4株の種付け権を持つ）したものの、この争いで不仲となり、2005年5月に株を売却した。